# Pêche (moyen de paiement)
Pour les articles homonymes, voir Pêche.
La pêche est une monnaie dite « locale » créée dans la ville de Montreuil en septembre 2013 et introduite dans l’Est parisien en mai 2018. La création de cette « monnaie citoyenne » vise à promouvoir une nouvelle économie davantage centrée sur les commerces de proximité et l’entraide et à  recréer des rapports entre producteurs et consommateurs.

## Historique
La pêche a été créée en septembre 2013 par un collectif de la ville de Montreuil et initialement pour la ville de Montreuil. Mais la monnaie s'est développée et cherche à s'étendre à la totalité de la région Île-de-France. En 2017, l'objectif de la pêche est de rester une monnaie locale, liée à l'Île-de-France. L'association Une monnaie pour Paris, fondée en 2016 par une dizaine de bénévoles, fait pression dans ce sens à la mairie de Paris. La pêche est lancée dans plusieurs arrondissements parisiens en mai 2018.
En septembre 2018, 30 000 billets sont en circulation, soit beaucoup moins que les 750 000 de l'Eusko, au Pays-Basque, en 2017.
En mars 2023, la monnaie est mise en sommeil au profit d'un nouveau projet qui réponde mieux aux attentes des utilisateurs. Cependant, ce nouveau projet n'a pas abouti et l'association d'origine met fin à son existence en octobre 2023.

## Fonctionnement

### Principe
Le fonctionnement de la pêche peut être assimilé à celui du ticket-restaurant, à la différence près que cette monnaie collaborative peut être réutilisée de façon illimitée entre les commerçants, les clients et les entreprises qui l'ont adoptée. 
La pêche suit le cours monétaire de l'euro, c'est-à-dire qu'une pêche vaut un euro.    
Qu'elles soient achetées dans un comptoir d'échange ou qu'elles proviennent de l'entreprise où l'on travaille, les pêches sont utilisables pour ses dépenses quotidiennes : faire ses courses (aller à la boulangerie, à la boucherie), payer un ouvrier (plombier, jardinier, électricien), aller chez le médecin, etc..

### Masse monétaire en circulation
En mai 2018, la masse monétaire en circulation était de 180 000 euros. 
À cette même date, le nombre de commerces acceptant ces pêches était de 80 et plus de 800 particuliers adhérents.

### Convertibilité
En mai 2018, le nombre de comptoirs d'échange était de neuf, principalement dans l'Est parisien. Les euros sont convertibles en pêches moyennant un don de 3% à une association membre du système. La conversion des pêches en euros est réservée aux entreprises et soumise à des frais de 3%.

## Avantages
Les avantages de la pêche sont de plusieurs sortes. Elle permet de financer les associations. En effet, à chaque fois que des euros sont convertis en pêches, 3 % de la conversion va à l'association de son choix. Elle permet également de développer des relations de confiance et incite les utilisateurs à se recentrer sur la proximité et l'économie locale.

## Inconvénients
Cependant, comme il n'existe pas de pièces en « pêche », il n'est pas possible de rendre la monnaie lorsque des centimes d'euros seraient nécessaires. En pareil cas, soit c'est le commerçant qui garde la différence, soit le client fait l'appoint en centimes d'euro, soit, éventuellement, le commerçant établit un avoir, à utiliser chez lui.
Outre la difficulté à se faire rendre la monnaie lorsqu'on n'a pas pu faire l'appoint et la perte financière qui peut en résulter, les courses quotidiennes peuvent prendre nettement plus de temps, puisque tous les commerçants n'acceptent pas les pêches ; il faut donc être prêt à « faire des kilomètres » pour trouver les commerçants acceptant les pêches.